# Massif de Termit
Le massif de Termit est un massif de basse montagne du Niger situé à mi-chemin entre le massif de l'Aïr et le lac Tchad.

## Géographie

### Topographie

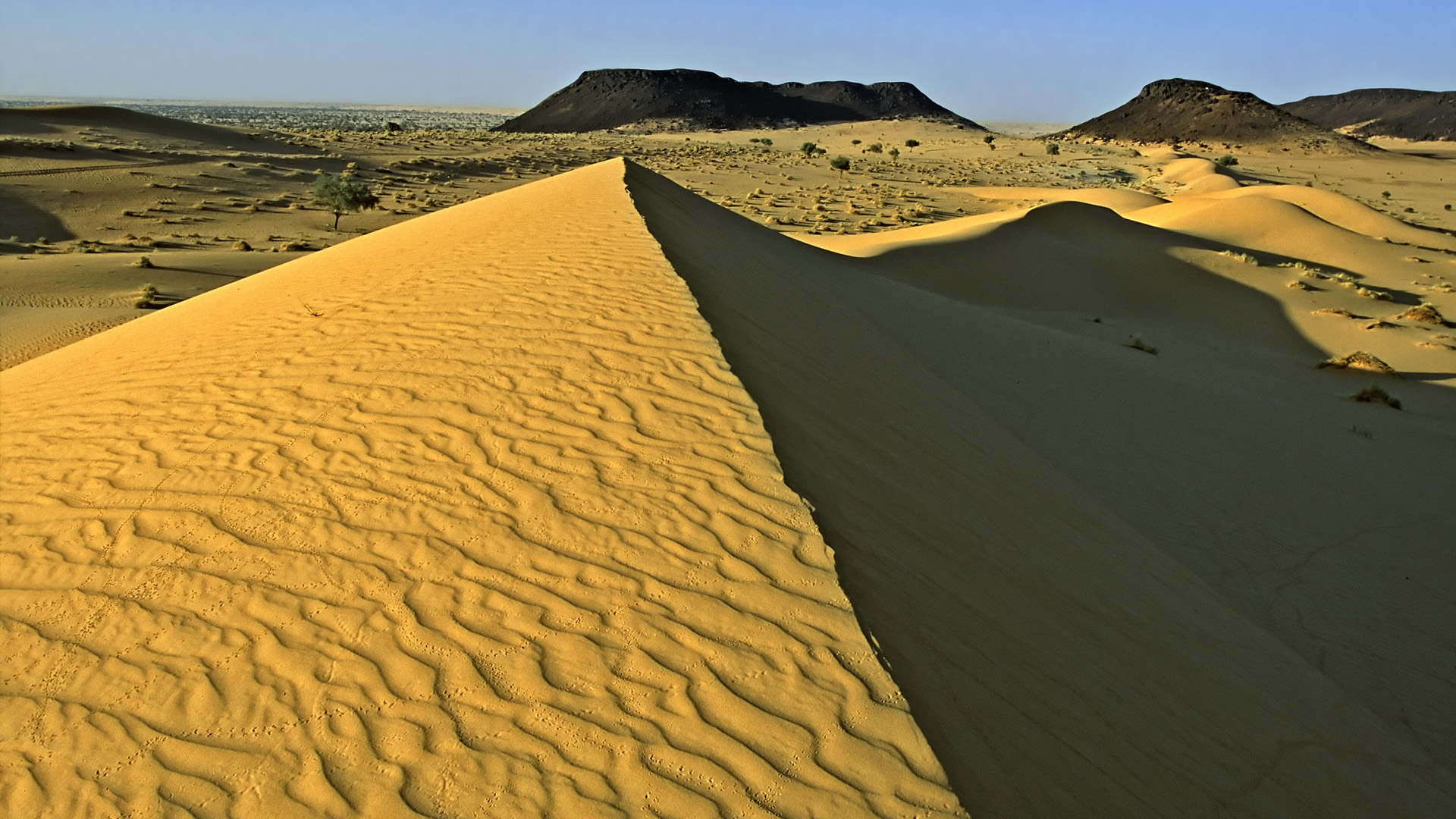
Vue du massif de Termit.

Le massif de Termit est un affleurement rocheux orienté nord-sud de 350 à 700 m d’altitude. Il est composé principalement de grès noirs partiellement ensablés, avec quelques îlots d’origine volcanique dans sa partie nord, dans la région de Gossololom.
Il est délimité par :
- au nord et au nord-ouest : le désert du Ténéré ;
- à l’est : le désert de Tin-Toumma ;
- au sud et au sud-ouest : les zones de transition entre désert et savane sahélienne.

Le Termit occupe la partie nord du département de Gouré, dans la région de Zinder.

### Climat
La saison sèche dure de novembre à mai et la saison des pluies de juin à septembre, amenant moins de 100 mm de précipitations par an.

## Population
Dépourvu de villages permanents, le Termit n'abrite que quelques pasteurs nomades toubous.

## Culture et patrimoine
Arrosé dans le passé, le Termit est riche en vestiges anciens : fossiles de dinosaures à Gadafawa, industrie néolithique à Gossololom, peintures rupestres.
La région possède une grande variété animale et végétale pour une zone désertique et steppique. La réserve naturelle nationale de Termit et de Tin Toumma (RNNTT) s’étendant sur 97 000 km2 a été créée officiellement le 6 mars 2012. La zone avait été proposée à l’inscription au patrimoine mondial de l’UNESCO en 2006. Le champ pétrolier d’Agadem situé au nord-est de la zone constitue cependant une menace écologique pour la réserve.